# Rôle représentatif
 (août 2025).
Le rôle représentatif est une notion de sciences politiques qui cherche à étudier les modèles liés aux comportements ou attitudes des membres d'une chambre élue, plus généralement d'un parlement (Parlement Européen, Parlement national et régional). Le concept de rôle représentatif est apparu dans les années 1950 afin de comprendre la relation entre les citoyens et leurs représentants. Les études traitant du rôle sont très diverses mais partagent l’idée que pour comprendre les assemblées législatives, il est utile d’examiner comment les députés se perçoivent eux-mêmes, comment ils perçoivent leur représentation politique et la démocratie. La matière a longuement été étudiée, souvent sur la base d'un important travail empirique et inductif. Cette dernière va décliner à partir des années 1980, notamment due au déclin plus général du concept de rôle en sciences sociales. Un regain d'intérêt a cependant vu le jour dans les années 2010.
L'étude du rôle représentatif diffère de l'analyse des différents mandats (mandat représentatif, mandat impératif), notions de droit public et constitutionnel ou même de philosophie politique.   

## Définition
J.C Wahlke a défini le rôle représentatif comme un ensemble de normes de comportements plus attaché au système et à sa structure qu’à la nature de l’individu. Ce rôle peut néanmoins être étudié empiriquement via l’orientation du législateur. Cette définition va être contestée par les autres courants de la théorie des rôles. Ann Weber définit plus précisément le concept de rôle législatif comme étant l'ensemble de normes, obligations ou attentes collectives liées à la fonction de membre de parlement. Le but du rôle est de rendre compte de l’uniformité et de la régularité du comportement individuel, résultant de leur position dans la société, de leurs préférences, de leur intérêt égoïste ou encore de l’incorporation des normes collectives.

## Intérêt du concept
D'après les politologues March et Olsen, analyser les rôles permet d’améliorer l’explication et la prédiction du comportement législatif.
Le but de ces études est de trouver la mesure dans laquelle les rôles représentatifs aident à expliquer les croyances, les attitudes et surtout le comportement des députés dans leur relation avec l’électorat. La nature de la représentation est complexe puisqu’elle implique que le représentant ne s’identifie pas complètement aux exigences des personnes qu’il représente sans en être trop lointain. Il est possible de distinguer dans la notion de rôle représentatif plusieurs tentatives de mieux saisir les comportements des membres des parlements, qui sont tantôt perçus comme des acteurs égoïstes, tantôt comme étant influencés par leurs caractéristiques socio-culturelles. Une littérature très large s'est ainsi développée fondant l'analyse des rôles législatifs sur des bases théoriques très différentes.

## Typologie des rôles
Les typologies de l’analyse des rôles représentatif sont nombreuses, dans la mesure où les auteurs de la matière cherchent à repérer dans les faits une pratique qui se répète et qui permettra ensuite d’établir des lois plus générales.

### Délégué de district, délégué de parti et «trustee»
Trois idéaux-types traditionnels sont déterminés, le rôle de party delegate, le rôle de local delegate (ou constituency delegate) ainsi que le rôle de trustee. Selon Edmund Burke, les délégués (delegates) se voient attribuer un mandat et  doivent donc suivre les instructions des de leur électorat. Autrement dit, ils doivent suivre les promesses qui les ont permis d’être élus et ce même si cela serait contraire à leurs convictions. Il existe deux versions de ce rôle de délégué. Les délégués de circonscription qui écoutent en premier lieu les votants de leur district (comme expliqué ci-dessus) et les délégués de partis qui s’attachent davantage au programme du parti et à ses partisans. Les trustees en revanche ne sont techniquement limités ni par un mandat, ni par un parti, ni par leur circonscription. Ils agissent en agent libre dans la mesure où « ils prétendent suivre ce qu’ils considèrent juste, leurs convictions et leurs principes, les impératifs de leur conscience ». Les trustees entendent représenter la population à l’échelle nationale, et non pas le parti ou la circonscription.

### Le futur des rôles représentatifs

#### Délégués
La « crise partisane » constitue un élément important pour les délégués de partis. Cette tendance comprend des dimensions telles que le déclin de l’adhésion officielle à un parti, l’érosion de l’identification des partis parmi les citoyens ou la convergence des propositions politiques. En termes de rôles représentatifs, cette tendance multidimensionnelle contribue au déclin des délégués des partis en faveur de tout autre type de représentation. Lorsque les partis deviennent moins légitimes en politique, il est alors plus difficile pour les acteurs politiques de se considérer comme des activistes fidèles chargés de mettre en œuvre un programme de parti ou de suivre les instructions des dirigeants du parti. En conséquence, davantage de députés pourraient favoriser les types de trustees ou de délégués locaux (local delegates) au détriment du délégué de parti.
Les délégués locaux pourraient bénéficier du déclin de l’« affiliation partisane ». Les députés pourraient réagir à une plus grande volatilité électorale en essayant de renforcer leur position au sein de leur circonscription. Plus généralement, mettre l'accent au niveau local peut être compris comme une réaction des législateurs à ce qu'on appelle la crise de la représentation. Le manque de confiance des citoyens à l’égard des politiciens en général et des parlements en particulier pourrait amener les députés à se retrancher dans leur circonscription. Comme le souligne Gabriella Ilonszki, exalter leur connexion locale est un moyen pour les députés d’envoyer un message au public en se distinguant des hommes politiques nationaux en tant que chefs de parti ou ministres.
Enfin, le développement de nouvelles technologies de communication telles qu’Internet a accru la capacité des citoyens à entrer en contact avec leurs députés. La progression impressionnante du nombre de questions écrites posées par les législateurs dans les pays européens indique en effet que les nouvelles technologies ont effectivement un impact sur les activités des parlementaires et probablement sur leurs liens avec les citoyens. Ainsi, plusieurs facteurs différents peuvent nous amener à penser que les députés, à l'instar des autres élus, sont davantage sollicités aujourd'hui par des citoyens ordinaires. En conséquence, selon Rozenberg et Blomgren, il serait peut-être préférable que les députés mettent l'accent sur leur représentant local.
Afin de véritablement représenter les citoyens, les parlementaires doivent nouer le dialogue avec leurs électeurs. De cette manière ils peuvent comprendre leurs opinions et leurs points de vue, et peuvent donc se servir des prérogatives de leur fonction (comme légiférer, participer aux débats ou soumettre des questions) pour faire entendre les idées qui se dégagent au cours de ce dialogue.

#### Trustees
Dans la plupart des démocraties considérées comme avancées, le style de représentation par le trustee est le plus légitime. Cette tendance est visible dans l’article 27 de la Constitution française du 4 octobre 1958, qui dispose qu'« aucun membre ne sera élu avec un mandat impératif ». Cette pression normative explique qu'une majorité relative de députés adoptent généralement cette orientation. Il y a plusieurs raisons de croire que le nombre de trustees augmentera à l'avenir. Là encore, le déclin de l’ « affiliation partisane » peut légitimer l’idée que les députés devraient suivre leur propre conscience et leurs propres opinions.
L'émergence de nouveaux partis politiques a été l'une des évolutions politiques les plus marquantes survenues en Europe depuis les années 1960. Une telle tendance pourrait augmenter le nombre de trustees. D’après Andeweg, depuis 2006, un député sur deux estimait qu'il devrait suivre sa propre opinion plutôt que celle des électeurs du parti : c’est donc le rôle du trustee qui prévaut. En plus grand nombre, les nouveaux représentants se considèrent comme des trustees, avec près d'un sur deux, contre un sur trois pour les titulaires (élus déjà en activité).
Enfin, la société devenant de plus en plus hétérogène et diffuse, la diversité au sein même de leur circonscription pousse de plus en plus les représentants à adopter un rôle de trustee.
En définitive, selon Rozenberg et Blomgren, il est impossible de prédire si un type de rôle (party delegates, constituency MPs ou trustees) prévaudra à l'avenir. Cependant, on peut prédire[réf. nécessaire] que les conflits au sujet de « qui » les représentants devraient représenter vont augmenter. En conséquence, cela nécessite que les sciences sociales étudient davantage les valeurs que les représentants attachent à leur tâche en tant que représentants.

### Typologie des rôles des parlementaires européens
Le Parlement Européen est une grande arène politique dans laquelle se distinguent cinq familles de parlementaires, les « animateurs », les « spécialistes », les « intermédiaires », les « outsiders » et les « dilettantes ».
Les « animateurs » privilégient la dimension délibérative du parlement qui procurerait une haute gratification sociale. Ils sont ainsi donc attachés à la politique entendue comme échange de points de vue et d’argument. Les animateurs sont des parlementaires qui ne débattent pas seulement sur un unique thème, contrairement aux « spécialistes ». Les membres de cette famille de membres de parlement cherchent à limiter le champ de leurs interventions en se spécialisant dans un ou plusieurs domaines particuliers pour, à terme, développer une certaine expertise afin d’améliorer l’efficacité du Parlement. Ils sont très actifs dans les fonctions plus techniques du Parlement, en intervenant principalement dans la mise en place de l’agenda et au sein de commissions notamment. Les intermédiaires se portent garants des intérêts directs des populations locales et des citoyens européens, et entendent porter la voix des citoyens européens au sein des institutions européennes. Un quatrième groupe de parlementaires, au sein du Parlement européen, se retrouve avec les outsiders. Ils sont caractérisés par leurs nombreux manquements aux règles traditionnelles parlementaires, et fondent leurs pratiques de la politique sur la dénonciation d’un establishment, d’une caste élitiste. Ils cherchent moins à influencer la décision finale -du fait de leur marginalisation politique et de leur aspect minoritaire- que de faire la publicité de leurs propres agendas politique. Enfin, les dilettantes représentent une dernière catégorie de parlementaire européen reconnaissables non pas tant dans leurs actions mais dans l’absence d’action. Ceux-là adoptent de pareils comportements pour plusieurs raisons. Cela peut être dû au fait qu’ils n’entrent au parlement que pour assurer leurs arrières en cas d’échec à une élection tierce, parce qu’ils ont été élus par « chance » et n’entendent donc pas continuer à être parlementaire, ou parce qu’ils sont sur le point de prendre leur retraite.

## Différentes approches

### Approche structuro-fonctionnaliste
Le concept de rôle législatif est apparu dans les années 1950 afin de comprendre la relation entre les citoyens et leurs représentants. Le rôle de délégué est le résultat de la fonction représentative au parlement et des mécanismes d’élections démocratiques. Résultant du système, le rôle de délégué devrait être le rôle de tous les représentants. Selon Wahlke et al, la structure du district influence l’orientation des rôles des représentants. Si la structure sociale est compliquée, les représentants peuvent avoir des difficultés à comprendre les attentes sociales des citoyens. Alors que, lorsque la structure sociale est moins complexe, les représentants peuvent être plus apte à déterminer les demandes des citoyens et peuvent alors adopter un rôle de délégué. La théorie structuro-fonctionnaliste affirme que la culture des partis peut affecter la perception du rôle du représentant. La compétition entre les partis crée des désaccords idéologiques qui vont diviser les partisans. Le rôle de délégué de parti devrait être plus présent dans un système de partis polarisés et compétitifs. Ainsi, le rôle de représentant est un comportement acquis au travers de structure organisationnelle du parti.
En 2009, Thomas Zittel, professeur de politique comparé en Allemagne, développe davantage l'approche des structuro-fonctionnaliste. Selon lui, les partis agissent comme des agents de socialisation qui influencent directement l’orientation du rôle de représentant. Ainsi, le rôle de représentant est vu comme un comportement acquis de la structure organisationnelle du parti. L’organisation et la structure du parti forment les individus qui deviennent des joueurs du jeu partisan et qui doivent en respecter les règles. Des représentants habitués à leur parti ont renforcé leur idéologie partisane avec le temps, ce qui fortifie la cohésion intérieur du parti. Les individus évoluent au sein du parti et développent avec le temps une loyauté à son égard les poussant à accepter le rôle du délégué sans le questionner et ainsi réduire les désaccords idéologiques possibles.
Des études ont été menées tentant d’expliquer pourquoi les représentants assument certains rôles ou les utilisent comme variables indépendantes pour expliquer leur comportement. L’un des arguments avancés est que l’adaptation des représentants à un rôle dépend d’un processus de socialisation. Par exemple, on pense que l'âge auquel un représentant s'engage dans la politique est important. Allan Kornberg indique que les députés canadiens ayant commencé à se socialiser ressemblaient davantage à des trustees. Cependant, d'autres études concluent qu'il n'y a pas de lien entre la socialisation et le type de rôle représentatif adopté.
Bien que l’approche fonctionnaliste de l’étude des rôles représentatifs ait été dominante pendant plusieurs années, elle a été critiquée pour s'être 'cloisonnée' en tentant de comprendre en quoi l’attitude et l’identification d’un représentant influencent son comportement.

### Approche interactionniste
« Représenter » est un verbe. Il s’agit d’une action, de quelque chose que l’élu fait. Ainsi, avoir un rôle législatif, c'est avant tout jouer un rôle. Afin de comprendre la représentation et les rôles législatifs, il s’agit de comprendre comment les politiciens apprennent, négocient et cultivent leurs rôles dans des situations réelles, que ce soit à la Chambre ou dans leur circonscription. Certaines études ont tenté d’analyser la manière dont les législateurs construisent leurs rôles en fonction du cadre institutionnel dans lequel ils sont placés : Richard F. Fenno est le politologue majeur de cette approche. Ce dernier s’est focalisé sur les représentants américains. Son argument étant que pour comprendre les actions des députés à la Chambre, nous devons comprendre le rapport entre les représentants et ceux qu'ils représentent. Le district de sa circonscription et la chambre où il exerce son mandat sont donc intimement liés par les actions de leurs représentants.
Richard Fenno conclut que le point de vue du représentant sur son district d’origine et ses actions ont évolué avec le temps.
En pratique, les études interactionnistes de la politique se concentrent sur la création de rôles dans diverses situations sociales, en soulignant le sens individuel qui leur est donné. Ainsi, l’objectif était de souligner que chaque parlementaire participe à la définition de son rôle et que ces rôles comportent de nombreuses variantes et sont en constante évolution. Cette tradition a mis en lumière la manière dont les interactions sociales façonnent les rôles ainsi que les comportements. Cependant, elle a eu du mal à concilier l'uniformité des normes impliquées par le concept de rôle et la diversité des cadres institutionnels. En outre, cette école de pensée a souvent tendance à ignorer la capacité des législateurs à développer leur propre point de vue indépendamment du contexte des interactions sociales dans lesquelles ils sont engagés.

### Approche motivationnelle
Dès le début des années 2000, l’approche motivationnelle s’est placée en critique des théories structuro-fonctionnalistes. Elle considère d’une part que les actions des membres d’un parlement se fondent sur une base rationnelle et calculée motivant l’action, « motivation core », incluant par exemple les objectifs carriéristes des parlementaires. D’autre part, l’action de l’agent pour atteindre ce but ne serait en revanche initiée que si le sujet en a la volonté, c’est-à-dire si l’action finale lui permet de ressentir une forme de gratification psychologique à l’issue de son action. Cette incitation émotionnelle, ou  « emotional incentives », est propre à l’individu et s’établit grâce aux normes sociales et au caractère de l’individu.
Les rôles législatifs peuvent donc être considérés comme des stratégies comportementales guidées par les objectifs des politiciens. Cette approche distingue clairement les préférences des stratégies. Les préférences correspondent aux objectifs professionnels privilégiés par les parlementaires (nominations, élections, décisions politiques). Les stratégies sont quant à elle la manière dont les représentants peuvent agir pour maximiser leurs chances d’atteindre leurs préférences.
Les stratégies étant encadrées par l’existence limitée de ressources (temps, argent, etc.), elles dépendent donc d’une synthèse entre les ressources disponibles et les « préférences » du membre du parlement, c’est-à-dire les objectifs du parlementaire qui se projette dans le cadre institutionnel dans lequel il évolue. Ces préférences visent généralement des postes dont le pouvoir législatif est accru ou similaire, et prennent le plus souvent la forme de réélection ou d’élection.

### Approche rationnelle cognitive
Les tenants de l’approche d’une rationalité cognitive considèrent que l’action d’un agent ne s‘explique pas qu’au travers de fins ou d’objectifs bien précis. À leurs yeux, la rationalité seule est trop restrictive et ne permet pas de pleinement saisir les raisons poussant à l’action. Il existerait donc un ensemble d’habitudes, d’actions, de conventions qui impacterait fortement la façon dont le membre particulier d’un parlement se déciderait à agir. Dans cette optique, les parlementaires iraient voter non pas parce que cela serait en leur intérêt mais plutôt parce qu’ils croient aux principes démocratiques qu’ils légitiment au travers du vote. Les biais cognitifs, les valeurs et les normes de ce fait, pourraient, autant que la rationalité et le calcul rationnel, être la raison même de certaines actions. De manière générale, un groupe de parlementaires possédant une définition commune de la démocratie et du rôle qu’ils doivent jouer, auront tendance à agir de manière identique, de telle sorte à ce qu’ils puissent être catégorisés.
Kaare Strøm discute du cadre de Searing et met l’accent sur les aspects stratégiques de la prise de rôle. Il se concentre sur les motivations complexes et partiellement psychologiques des députés pour l’interprétation d’un rôle donné. En définissant les rôles comme «stratégies d’utilisation de ressources éparses pour des objectifs spécifiques», Strøm relie la littérature sur les rôles à la plus récente approche fondée sur le choix rationnel. Selon lui, « les rôles législatifs peuvent être considérés comme des stratégies comportementales conditionnées par le cadre institutionnel dans lequel les parlementaires évoluent ». L'un des principaux avantages de cette approche stratégique réside dans l'analyse systématique des contraintes institutionnelles (ou de leur absence) qui conduisent à la sélection d'un rôle. Strøm affirme que les rôles devraient être conceptualisés en tant que stratégies (rationnelles).
Kaare Strøm parle également de la « bounded rationality », qu’on pourrait traduire par « rationalité limitée ». Selon l’auteur, la caractéristique systématique des rôles peut être comprise en termes de réduction des coûts. Par exemple, un député gagnera du temps et de l'énergie dans le tri de son courrier s’il a décidé d'agir en tant que membre de sa circonscription. Dans ce cas, les lettres adressées par les électeurs de la circonscription recevront systématiquement une réponse, tandis que les courriers des organisations nationales peuvent être négligés. Il serait donc particulièrement facile de déléguer cette tâche. Strøm veut donc démontrer que les stratégies systématiques permettent aux acteurs de rationaliser un environnement complexe caractérisé par des arbitrages et des prises de décision constants.

### Approche sociologique
De nombreuses études ont tâché d’analyser le rôle représentatif au travers d’une approche plus sociologique, qui s’attarde à étudier les facteurs socio-culturel pesant sur les membres du parlement,.  En effet, il est possible de constater des modèles qui tendent à se répéter et qui semblent se fonder sur un ensemble de facteurs lié à l’appartenance politique, la région, le revenu, etc.. Des études empiriques permettent de souligner les causalités entre les rôles législatifs dans leurs pratiques et des facteurs qui conditionneraient l’action du membre du parlement étudié. Selon cette approche sociologique, ces facteurs expliqueraient, pourquoi les membres du parlement à agir en faveur d’une politique en particulier, et comment les agents d’un parlement se répartiraient entre delegates et trustees, qui respectivement sont les parlementaires qui appliqueraient à la lettre les promesses faites lors de la campagne, et s’attacheraient à porter les revendications des populations qu’ils estiment représenter, et les élus qui agissent en fonction de ce qu’il pense être le mieux pour ceux qu’ils pensent représenter (élus plus autonomes, et qui ne doivent pas de compte à leurs électeurs).
Les membres du parlement seraient conditionnés par de nombreux facteurs sociologiques tels que le niveau de revenu, la région d’origine, le parti politique, l’éducation. Les rôles législatifs seraient ainsi influencés au niveau de trois plans distincts. Premièrement, la priorité politique (ou « role primacy ») qu’un membre du parlement entendrait porter dépendrait de ces facteurs sociologiques ; et elle s’articulerait en trois catégories : création de richesses, combat contre les inégalités, et rigueur budgétaire. Un deuxième plan influencé par les facteurs socio-culturels concerne les raisons qui auraient permis aux membres d’un parlement de gagner son siège et de se faire élire. Dans ce cas, une dichotomie qu’on retrouve souvent dans les études des rôles législatifs se fait voir : les trustees d’une part estimeraient qu’ils auraient été élus principalement grâce à leur personnalité d’une part, et leurs compétences spéciales et expertises d’autre part ; tandis que les delegates auraient été élus car ils représenteraient un groupe social particulier, ou grâce aux services rendus au parti politique. La dichotomie se retrouve dans le troisième élément du rôle représentatif influencé par des facteurs socio-culturels, qui concerne l’échelle de  circonscription que qu’un membre d’un parlement pense représenter. Les trustees seraient ainsi plus enclins à se considérer comme représentant de la nation tout entière, quand les delegates se verraient plutôt représenter la population à une échelle moindre (régionale, municipale voire sectorielle).

## Contributions notables

### L'ouvrage de Magnus Blomgren et Olivier Rozenberg
Une contribution notable à cette littérature est certainement l’ouvrage de Magnus Blomgren et Olivier Rozenberg «Parliamentary Roles in Modern Legislatures »  publié en 2012. M.Blomgren et O.Rozenberg ont rassemblé plusieurs chercheurs d’Europe et des États-Unis afin d’analyser le rôle parlementaire dans nos législatures modernes. Les rôles parlementaire, législatif et représentatif sont des rôles professionnels qui offrent une opportunité de connexion entre l’individu législateur et leur institution. De ce fait, les auteurs démontrent que le concept du rôle représentatif permet de comprendre le comportement législatif. Ainsi, M.Blomgren et O.Rozenberg ont apporté une contribution notable aux études parlementaires. Ils ont rassemblé quarante années d’informations d’études d’Allemagne, Pays-Bas, Royaume-Uni, Autriche, Hongrie, Australie, Nouvelle-Zélande et du Parlement Européen. Les auteurs examinent le lien entre les rôles représentatifs, leur cadre institutionnel et le comportement des parlementaires. Selon eux, les parlementaires voient leur rôle différemment selon qu’ils pensent représenter leurs électeurs, leur parti et ses partisans, les citoyens en général ou eux-mêmes.